# Kara Braxton
Pour les articles homonymes, voir Braxton.
Kara Braxton, née le 18 février 1983 à Jackson dans le Michigan, est une joueuse professionnelle américaine de basket-ball. 

## Biographie
Formée à la Westview High School de Beaverton (Oregon), puis à l'université de Géorgie, elle est née dans une famille sportive, son frère étant drafté en 2005 en NFL. Nommée Freshman of the year (16,3 points à 54 %, 6,8 rebonds, 2,3 passes en 24 minutes), ses moyennes en trois saisons sont de 15,4 points à 52,6 %, 7,3 rebonds, 2,0 passes décisives, 1,93 contres, 1,53 interceptions en 24 minutes et 71 rencontres.
Elle est plusieurs fois suspendue de l'équipe par l'entraîneur Andy Landers, puis exclue de l'équipe. Diplômée en 2005, elle ne joue pas sa saison senior étant enceinte. 
Elle est choisie 7e choix de la draft WNBA 2005 par le Shock de Détroit. En 2005, elle finit quatrième rookie à la moyenne de points (6,9), cinquième au rebond (3,0) avec notamment 18 points pour sa première rencontre le 5 mai face au Sun. Elle reste au Shock jusqu'à son départ de Détroit, passant la barre des 500 points le 28 juillet 2007 face aux Mystics. En 2008, elle inscrit 8,9 points et capte 5,1 rebonds en 18 minutes. La saison suivante, elle est à 9,0 points, 6,0 rebonds et passe le mur des 1 000 points inscrits. 
En 2007, la WNBA la suspend pour deux rencontres après un contrôle pour conduite en état d'ivresse, puis six pour le même motif en 2009[réf. nécessaire]. Fin mai 2014, son contrat est rompu par le Liberty après 4 rencontres (2,5 points de moyenne) après avoir disputé un total de 85 rencontres de 2011à 2014 pour des moyennes de 6,8 points et 5,0 rebonds. 
Elle commence la saison 2010 avec le Shock relocalisé à Tulsa avec 9,3 points, 4,6 rebonds, puis est échange avec le Mercury le 23 juillet contre Nicole Ohlde et un premier tour de draft 2011. Avec Phoenix, elle aligne 11,1 points à 54,4 %, 4,8 rebonds en 24 minutes et 13 rencontres. En 2011, elle marque 10,6 points et 4,9 rebonds avec le Mercury avant d'être transférée à New York le 4 août. En 13 matches avec le Liberty, elle inscrit 3,9 points et capte 3,0 rebonds, club où elle demeure la saison 2012 entière. 
En 2014, le Liberty la remercie avant la fin de saison.

## Étranger
En 2005–2006, elle fait sa première expérience à l'étranger avec Wisła Cracovie, où elle remporte le championnat polonais. Puis elle rejoint le championnat turc au Beşiktaş JK, avant de revenir la saison suivante à Cracovie décrocher un second titre de champion. En 2008–2009, elle joue en Turquie avec Galatasaray SK. En 2009-2010, elle dispute le championnat chinois avec Liaoning Hengye, avec lequel est élue MVP et gagne le titre de champion. Elle passe une seconde saison, puis retrouve la Turquie en 2011–2012 au TED Ankara.
En 2012-2013, elle rejoint le Nadejda Orenbourg pour disputer le seul championnat russe. Après une année sans compétition européenne, elle signe en octobre 2014 avec le club turc d'Ormanspor.

## Clubs

### WNBA
- 2005-2009 : Shock de Détroit
- 2010 : Shock de Tulsa
- 2010 : Mercury de Phoenix
- 2011 : Mercury de Phoenix
- 2011-2014  : Liberty de New York

### Autres championnats
- 2005–2006:  Wisła Cracovie
- 2006–2007:  Beşiktaş JK
- 2007–2008:  Wisła Cracovie (champion)
- 2008–2009:  Famila Schio
- 2008–2009:  Galatasaray SK
- 2009–2010:   Liaoning Hengye
- 2010–2011:   Liaoning Hengye
- 2011–2012:  TED Ankara
- 2012–2013:  Nadejda Orenbourg
- 2014–2015:  Ormanspor

## Palmarès
- Championne de Pologne 2006 et 2008[4]
- Championne de Chine 2010[4]

## Distinctions personnelles
- WNBA All-Rookie Team 2005 [9]
- Sélectionnée au All-Star Game WNBA 2007
- MVP du championnat chinois 2010[4]